# Hatfield–Hibernia Historic District
Der Hatfield-Hibernia Historic District ist ein nationaler historischer Bezirk, der sich in den Gemeinden West Brandywine und West Caln, Chester County, Pennsylvania befindet.

## Geschichte und architektonische Merkmale
Der Bezirk umfasst einen Standort und neunzehn Gebäude, die in einem ländlichen Gebiet im westlichen Chester County liegen, sowie ein Grundstück, das einst zum Hatfield Mansion and Estate gehörte.
Zu den bemerkenswerten Gebäuden gehören eine Reihe von Arbeiterhäusern aus dem frühen 19. Jahrhundert, mehrere zum Hibernia House gehörende Cottages und die 1841 errichtete Hibernia Methodist Church. Auf dem Gelände befinden sich die Ruinen einer Getreidemühle. Zu diesem historischen Bezirk gehört auch das separat aufgeführte Hibernia House.
Es wurde am 20. Juni 1984 in das National Register of Historic Places aufgenommen.